# Bàng Nga Thân
Bàng Nga Thân (chữ Hán: 庞娥亲), còn gọi Bàng Nga hay Triệu Nga, là một liệt nữ nổi tiếng vì báo thù giết cha cuối đời Đông Hán.

## Cuộc đời và sự tích

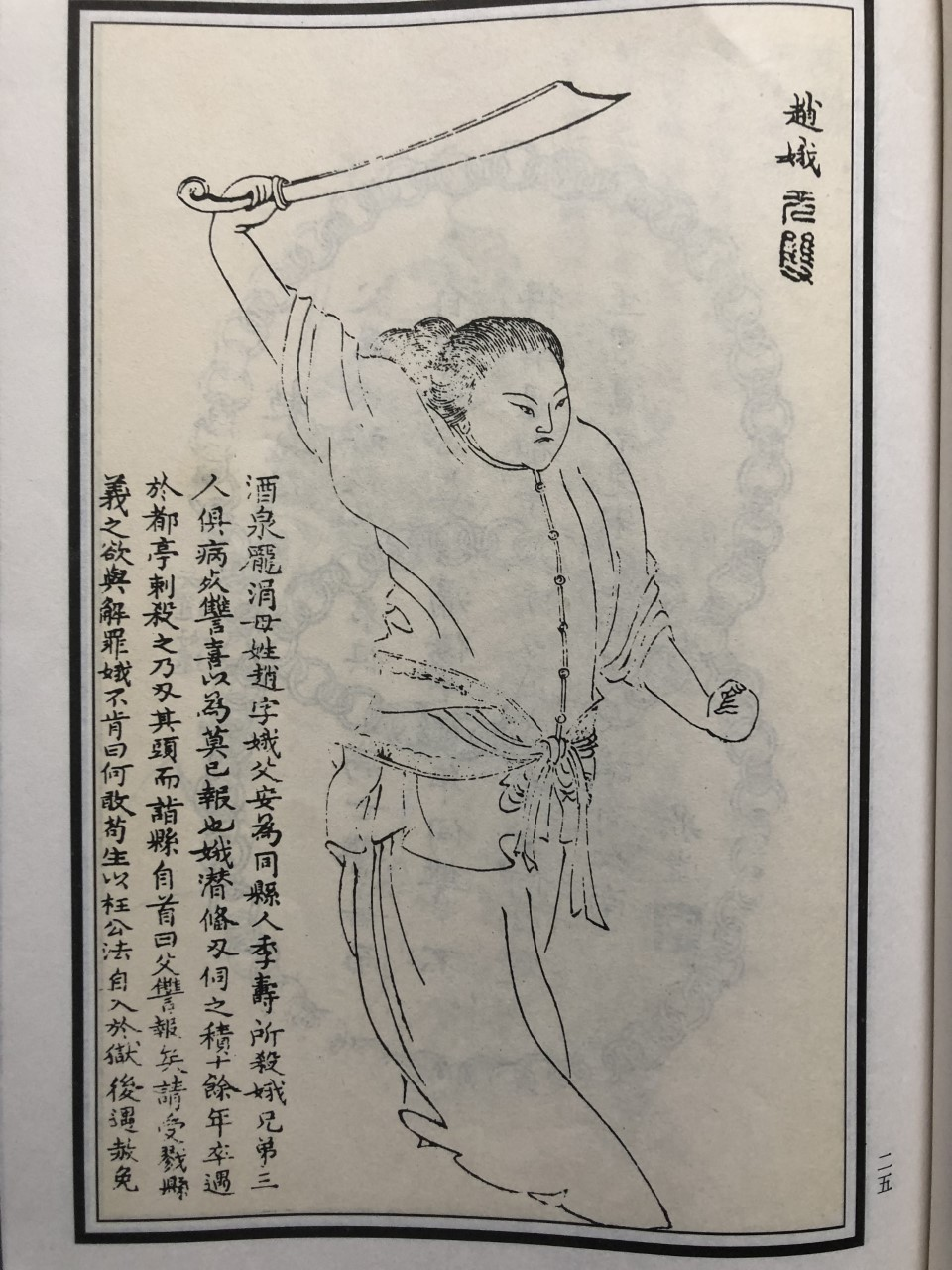
Bàng Nga Thân

Bà vốn họ Triệu, tên là Nga, người huyện Lộc Phúc, quận Tửu Tuyền  được gả cho người huyện Biểu Thị  là Bàng Tử Hạ, sinh ra Bàng Dục, nên thường được gọi theo họ của chồng. Bàng Dục về sau nổi tiếng là một tấm gương trung liệt.
Cha Nga Thân là Triệu An  hay Triệu Quân An  bị người cùng huyện là Lý Thọ giết chết. Anh em của bà có ba người, đều muốn báo thù, nên Thọ phòng bị rất cẩn thận. Gặp dịch bệnh, 3 anh em họ Triệu đều chết, Thọ mời cả họ đến ăn mừng, nói rằng: "Đàn ông họ Triệu chết sạch cả rồi, chỉ còn đàn bà yếu đuối, còn gì phải lo!". Con trai Nga Thân là Bàng Dục nghe được lời ấy, về bẩm lại với mẹ. Bà vốn có lòng báo thù, nghe được lời ấy, phẫn uất kêu khóc, lớn tiếng khẳng định sẽ báo thù. Lý Thọ nghe được, lúc nào cũng cưỡi ngựa mang đao như trước. Nga Thân bỏ bê việc nhà, đi lại dò xét Lý Thọ. Bà lưng giắt đao dài, tay cắp đao ngắn, trong đêm mấy lần mài đao, nghiến răng kèn kẹt, than thở không thôi. Trong nhà và láng giềng vừa chê cười, vừa can ngăn, Nga Thân càng quyết tâm.
Thượng tuần tháng 2 ÂL năm Quang Hòa thứ 2 (179), giữa lúc ban ngày, bà cưỡi xe chặn đầu ngựa Lý Thọ ở Đô Đình, xuống xe quát mắng. Lý Thọ kinh ngạc, quày ngựa bỏ chạy, Nga Thân đuổi theo chém trúng ngựa của ông ta, con ngựa lồng lên, hất Lý Thọ ngã xuống con ngòi bên đường. Nga Thân sấn đến vung đao chém xuống, thanh đao mắc vào cái cây bên đường, gãy làm đôi. Lý Thọ gượng dậy, Nga Thân muốn giật lấy thanh đao ông ta đeo bên mình, Lý Thọ vừa giữ chặt vừa tri hô, rồi tìm cách nhảy lên bờ. Nga Thân túm lấy Lý Thọ, đấm ông ta ngã nhào, giật lấy thanh đao, cắt đầu Lý Thọ. Giết được Lý Thọ, Nga Thân đi thẳng đến huyện đường đầu thú, sắc mặt thản nhiên. Lộc Phúc (huyện) trưởng Doãn Gia (người quận Hán Dương) không đành lòng, bèn cởi ấn thụ, tỏ ý rời chức để không xét xử, nhưng Nga Thân kiên quyết chịu tội. Dân chúng nghe tin, kéo đến càng lúc càng đông, không ai không cảm thán khen ngợi bà. Huyện úy không dám bắt giữ Nga Thân, ngầm khuyên bà đi khỏi huyện đường lại không được, bèn cưỡng ép bà về nhà.  
Lương Châu thứ sử Chu Hồng, Tửu Tuyền thái thú Lưu Ban dâng biểu tâu lên việc này, nên Nga Thân được triều đình xá miễn. Bọn Chu Hồng cho xẻ đá lập bia, đặt bên cổng nhà để nêu cao tấm gương liệt nghĩa. Thái thường Trương Hoán Quý (người quận Hoằng Nông) đến tận nhà để thăm hỏi, biếu 20 tấm lụa. Về sau Hoàng môn thị lang Lương Khoan (người quận An Định) dò hỏi việc này, ghi lại làm truyện. 